# سنجر أباد (بدرانلو)
سنجر أباد (بالفارسية: سنجرآباد) هي قرية تقع في إيران في قسم بدرانلو الريفي. يقدر عدد سكانها بـ 650 نسمة .